# Cápák között (ötödik évad)
A Cápák között című üzleti show-műsor ötödik évada 2023. január 8-án  indult az RTL-en.  

## Cápák és műsorvezető

### Cápák
Az előző évadhoz hasonlóan Balogh Péter, Balogh Levente, Moldován András, Lakatos István és Tomán Szabina voltak a cápák.

### Műsorvezető
A műsorvezető személye az első évad óta változatlan, a műsorvezető ebben az évadban is Kovalcsik Ildikó (Lilu) volt.

## Befektetések
A műsorban a cápák közé különböző ajánlatokkal érkeznek a szereplők, akik egy pitch keretében mutatják be az ötletüket vagy vállalkozásukat. A cápák ezt követően ajánlatot tesznek amit a vállalkozó vagy elfogad vagy elutasít.
A cápák és a vállalkozók a műsorban csak ígéretet tesznek a befektetés megvalósulására, viszont előfordulhat, hogy végül a befektetés nem történik meg.

### A cápák ajánlatai
A cápa nem tett ajánlatot.
     Befektetést kapott a cápától.
     A műsorban nem kapott befektetést a cápától csak a műsor után.
     A kapott ajánlatot elutasította, vagy a cápa visszavonta az ajánlatát.
     A teljes ajánlathoz további cápák csatlakozására lett volna szükség, így a befektetés nem valósult meg.
     Ingyenes támogatást kapott.
| Epizód | Cég/Termék         | Cég/Termék kategóriája           | Cápák          | Cápák          | Cápák        | Cápák         | Cápák           |
| Epizód | Cég/Termék         | Cég/Termék kategóriája           | Balogh Levente | Lakatos István | Balogh Péter | Tomán Szabina | Moldován András |
| ------ | ------------------ | -------------------------------- | -------------- | -------------- | ------------ | ------------- | --------------- |
| 1.     | Mammuth Works      | Technológia                      |                |                |              |               |                 |
| 1.     | Rotower            | Technológia                      |                |                |              |               |                 |
| 2.     | Wedding Manager    | Rendezvényszervezés (applikáció) |                |                |              |               |                 |
| 2.     | Balázs Kicks       | Divat                            |                |                |              |               |                 |
| 3.     | Rapidmatek         | Oktatás                          |                |                |              |               |                 |
| 3.     | Alf Tini Felügyelt | Biztonság                        |                |                |              |               |                 |
| 4.     | LPSM Skin Care     | Szépségápolás                    |                |                |              |               |                 |
| 4.     | Okosmese           | Oktatás                          |                |                |              |               |                 |
| 4.     | Diverzum           | Szolgáltatás                     |                |                |              |               |                 |
| 4.     | Vilhemp            | Környezetbarát termék            |                |                |              |               |                 |
| 5.     | PulóWear           | Divat                            |                | [1]            |              |               |                 |
| 5.     | Mitter Sisters     | Divat/Szolgáltatás               |                |                |              |               |                 |
| 6.     | Tente              | Divat                            |                |                |              |               |                 |
| 6.     | Kalibur            | Sport                            |                |                |              |               |                 |
| 7.     | Petwisecare        | Állattartás                      |                |                |              |               |                 |
| 7.     | EverCover          | Sport                            |                |                |              |               |                 |
| 8.     | SmartCapacit       | Energiaipar                      |                |                |              |               |                 |
| 8.     | Rakun              | Szolgáltatás                     |                |                |              |               |                 |
| 9.     | HAMM               | Élelmiszer                       |                |                |              |               |                 |
| 9.     | CSELES             | Élelmiszer                       |                |                |              |               |                 |
| 10.    | Vadalarm           | Mezőgazdaság                     |                |                |              |               |                 |
| 10.    | SafeBeBag          | Biztonság                        |                |                |              |               |                 |
| 11.    | Cleanspire         | Technológia                      |                |                |              |               |                 |
| 11.    | ezüstkönyvem.hu    | Szórakoztatás                    |                |                |              |               |                 |
| 11.    | Feedback Pack      | Technológia                      |                |                |              |               |                 |
| 12.    | redmenta           | Oktatás                          |                | [2]            |              |               |                 |
| 12.    | Tetőhűtés          | Energetika                       |                |                |              |               |                 |
| 13.    | SOS Elsősegély     | Egészségügy, oktatás             |                |                |              |               |                 |
| 13.    | Wackaro            | Állattartás                      |                |                |              |               |                 |

[1] A befektetést ahhoz a feltételhez kötötte, hogy a két tulajdonos nála fog dolgozni. Ilyen először történt a műsor történetében.
[2] Ajánlatot tett az egész cég felvásárlására. (100%)

## Exkluzív online pitch
Az 5. évad újdonsága az online pitchek. Az RTL.hu online felületen lehetett követni az Exkluzív online pitch-eket. Ezek keretében vasárnaponként elérhetővé vált néhány, a televíziós adásokból kimaradt pitch teljes egészében.

## Nézettség
Az évad legmagasabb nézettsége.
     Az évad legalacsonyabb nézettsége.
| Adás     | Sugárzás          | Idősáv         | Teljes lakosság (4+) | Teljes lakosság (4+) | Teljes lakosság (4+) | Célközönség (18-49) | Célközönség (18-49) | Célközönség (18-49) | Csatorna | Forrás |
| Adás     | Sugárzás          | Idősáv         | AMR                  | Arány (AMR%)         | Heti helyezés        | AMR                 | Arány (AMR%)        | Heti helyezés       | Csatorna | Forrás |
| -------- | ----------------- | -------------- | -------------------- | -------------------- | -------------------- | ------------------- | ------------------- | ------------------- | -------- | ------ |
| 1.adás   | 2023. január 8.   | vasárnap 19:00 | 720492               | 8,5                  | 6.                   | 298782              | 8,2                 | 1.                  |          | [ 9 ]  |
| 2. adás  | 2023. január 15.  | vasárnap 19:00 | 659209               | 7,8                  | 7.                   | 269915              | 7,4                 | 1.                  |          | [ 9 ]  |
| 3. adás  | 2023. január 22.  | vasárnap 19:00 | 636319               | 7,5                  | 6.                   | 273961              | 7,5                 | 1.                  |          | [ 9 ]  |
| 4. adás  | 2023. január 29.  | vasárnap 19:00 | 641542               | 7,6                  | 6.                   | 281707              | 7,8                 | 1.                  |          | [ 9 ]  |
| 5. adás  | 2023. február 5.  | vasárnap 19:00 | 609710               | 7,2                  | 7.                   | 253130              | 7,0                 | 1.                  |          | [ 9 ]  |
| 6. adás  | 2023. február 12. | vasárnap 19:00 | 669055               | 7,9                  | 5.                   | 293474              | 8,1                 | 1.                  |          | [ 9 ]  |
| 7. adás  | 2023. február 19. | vasárnap 19:00 | 598533               | 7,1                  | 6.                   | 276912              | 7,6                 | 1.                  |          | [ 9 ]  |
| 8. adás  | 2023. február 26. | vasárnap 19:00 | 628811               | 7,4                  | 6.                   | 292435              | 8,0                 | 2.                  |          | [ 9 ]  |
| 9. adás  | 2023. március 5.  | vasárnap 19:00 | 603007               | 7,1                  | 6.                   | 299620              | 8,2                 | 1.                  |          | [ 9 ]  |
| 10. adás | 2023. március 12. | vasárnap 19:00 | 611069               | 7,2                  | 7.                   | 267255              | 7,4                 | 4.                  |          | [ 9 ]  |
| 11. adás | 2023. március 19. | vasárnap 19:00 | 526695               | 6,2                  | 10.                  | 225389              | 6,2                 | 6.                  |          | [ 9 ]  |
| 12. adás | 2023. március 26. | vasárnap 19:00 | 562811               | 6,6                  | 7.                   | 239997              | 6,6                 | 4.                  |          | [ 9 ]  |
| 13. adás | 2023. április 2.  | vasárnap 19:00 | 569587               | 6,7                  | 8.                   | 244509              | 6,7                 | 5.                  |          | [ 9 ]  |